# Тиберијада
Тиберијада (хебр. טבריה, арап. ‏طبرية‎, грч. Τιβεριάς) је град у Израелу у Северном округу. Према попису из 2022. у граду је живело 48.472 становника. Тиберијада је највећи град у долини Јордана. Због свог положаја на обали Галилејског језера и благе климе популарна је туристичка дестинација.

## Географија
Тиберијада се налази на југозападној обали Галилејског језера у Галилеји. Саграђена је око 20. године после Христа од стране Ирода Антипе, сина Ирода Великог, на локацији уништеног села Ракат. Град се распростире од језера, које лежи 212 m испод нивоа мора, све до висине од 457 m изнад нивоа мора. У близини града налазе се и топли извори. Влада већином умерена, блага медитеранска клима.

## Историја
Ирод је основао град 20. године након Христа и назвао га Тиберијада, у част Римског цара Тиберија, и прогласио га средиштем регије Галилеје. Град је изграђен у римско-грчком стилу с палатама, форумом, позориштем, а делимично су приликом градње ископани и неки јеврејски гробови, због чега су јеврејске верске вође сматрале да је град „нечист“, па се у почетку нису у њему настањивали.
Након уништења Јерусалима, Тиберијада је постала средиште јеврејске културе; постала је центар судског већа званог Санхердин, које је тамо и укинуто, и једне познате школе Талмуда. Тиберијада се, уз Јерусалим, Сафед и Хеброн, сматра једним од четири света јеврејска града. 637. град су освојили Арапи, али су Јевреји и након тога неко време наставили да буду већинско становништво. 1100. крсташи су освојили град и искористили га као утврђење. Саладин је 1187. победио крсташе тако да су град опет освојили Арапи. 1247. Бајбарс је уништио град, који је обновљен тек освајањем Османског царства 1517. године. Потреси и ратови су оставили ожиљке на граду у средњем веку.
1561. Јосеф Наси, јеврејски кнез венецијанске кнежевине Архипелагос који је побегао из Шпаније због страха од Шпанске инквизиције, добио је Тиберијаду и седам мањих села у околини од турског султана Сулејмана I. на своје располагање. Уз помоћ новца своје тетке Доне Грације Наси поновно је подигао градске зидине. Данашњи стари град уз обалу језера основан је 1738. Средином 19. века поново је почело јаче усељавање Јевреја.
1940. Тиберијада је имала око 12.000 становника, од којих су половина били Арапи, а половина Јевреји. 1948. град је припао Израелу а многи Арапи су напустили државу. Након оснивања хебрејске државе, Тиберијада је имала статус града у развоју.

## Становништво
Према процени, у граду је 2007. живело 39.800 становника.
| 1983.  | 1995.  |
| ------ | ------ |
| 28.237 | 35.291 |

## Привреда
У Тиберијади је развијена пољопривреда; узгаја се воће и поврће, већином банане и грожђе. Због благе зимске климе може се искористити и као расадник пролећног поврћа. Развијено је и рибарство. Тиберијада је тако привредно средиште околног подручја.
Уз то град је и популарна туристичка дестинација, због Галилејског језера, благе климе и извора. Хришћани се углавном занимају за Кафарнаум, место проповедања Исуса Христа у синагогама и излечења бројних људи по Новом завету, и место крштења Јарденит. Јевреји се занимају за гробове рабина Маимонида, Јоханана Бена Закаија и Бена Акибе, који је након устанка против Римљана погубљен.

## Партнерски градови
- Монпеље
- Вормс
- Тудела
- Алентаун
- Милвоки
- Талса
- Грејт Нек Плаза
- Сент Пол
- Вуси
- Сен Рафаел
- Кордоба
- Грејт Нек